# PR-405
A Rodovia PR-405 é uma estrada pertencente ao governo do Paraná que liga a cidade de Guaraqueçaba com a rodovia PR-340, sendo a única via de ligação dá cidade com o restante do Estado.  Não há trechos pavimentados na estrada, que pode ficar com trânsito difícil em épocas de muitas chuvas. É denominada Rodovia Deputado Miguel Bufara, de acordo com a Lei Estadual 7.198 de 13/09/1979.

## Trechos da Rodovia
A rodovia possui uma extensão total de aproximadamente 79,4 km, podendo ser dividida em 3 trechos, conforme listados a seguir:
| Ponto de referência                | Extensão do trecho | Extensão acumulada | Situação        |
| ---------------------------------- | ------------------ | ------------------ | --------------- |
| Guaraqueçaba                       | ---                | 0 km               | ---             |
| Entroncamento de acesso a Morato   | 14,8 km            | 14,8 km            | Não pavimentado |
| Entroncamento PR-404 (Serra Negra) | 17,8 km            | 32,6 km            | Não pavimentado |
| Entroncamento PR-340 (Cacatu)      | 46,8 km            | 79,4 km            | Não pavimentado |

Extensão pavimentada: 0,0 km (0,00%)

## Municípios atravessados pela rodovia
- Antonina(na localidade de Cacatu)
- Guaraqueçaba